# Versus de Scachis
Versus de Scachis (ca. 997) (Versos de ajedrez) es un poema medieval sobre el ajedrez escrito en latín que fue encontrado en dos manuscritos en la ciudad suiza de Einsiedeln. El poema es la primera descripción europea del juego y contiene la primera referencia histórica de la dama, con movimiento idéntico a la alferza, y de la utilización del tablero con el modelo cuadriculado empleado actualmente.